# Romanschulzia
Romanschulzia é um género botânico pertencente à família Brassicaceae.